# St. Nicolai (Silkerode)

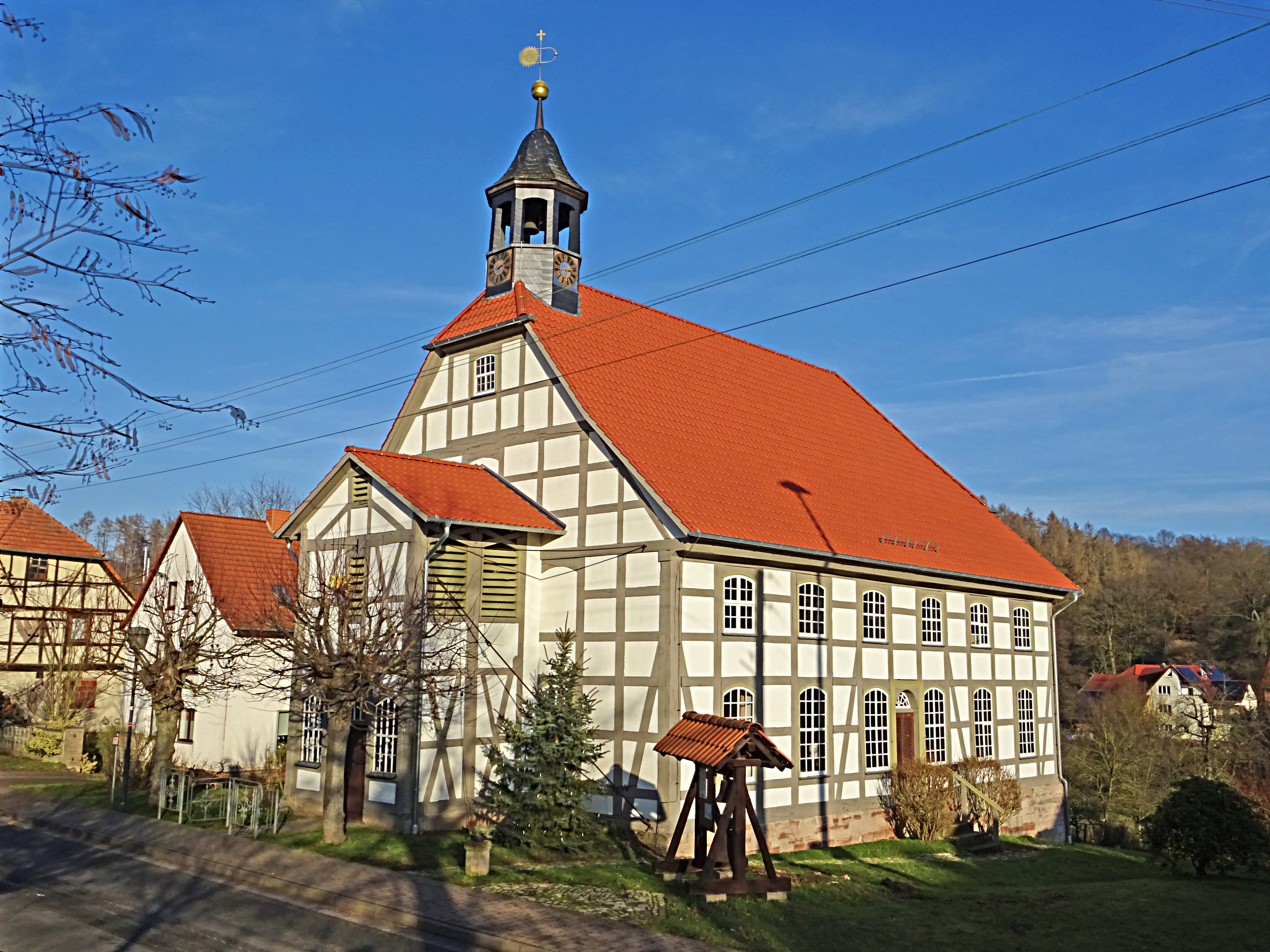
Die Kirche

Die evangelische Dorfkirche St. Nicolai steht im Ortsteil Silkerode der Landgemeinde Sonnenstein im Landkreis Eichsfeld in Thüringen.

## Geschichte
Eine erste Kirche in Silkerode wurde 1504 in einem Brief des Grafen Ernst von Hohnstein genannt, in dem die Gebrüder Hansen und Johann von Minnigerode um einen Kelch bitten. Die Kirche war nach dem Hl. Nikolaus von Tolent benannt. In einer Dasseler Chronik wurde sie 1596 als sonderliche Kirche bezeichnet. Sie stand nahe dem Kirchberg zusammen mit dem Pfarrhaus und Schule. 1764 wurde die Kirche wegen Baufälligkeit abgerissen.
Der Junker Otto von Minningerode stellte 1774 eine Scheune im Ottenhof (oder Brackenhoff) als Kirche zur Verfügung. Diese wurde dann für weitere 55 Jahre genutzt.
Am 6. Februar 1819 ordnete der preußische Staat den Neubau der Kirche an, nachdem der Ort von der Herrschaft Schwarzburg-Sondershausen an Preußen abgetreten wurde. Sie wurde im Magistergarten errichtet. Die Steine für die Grundmauern wurden im Neuen Steinbruch beim Stangenberg gewonnen. Schon am 7. Dezember fand die erste Taufe in der neuen Kirche statt. Eingeweiht wurde sie im Jahr 1822. Die Junker von Silkerode hatten auf der Empore ihre Ehrenplätze.
Die Orgel wurde 1856 von Carl Giesecke errichtet, das Glockenhaus 1885. 1907 stifteten Bürger eine Kirchturmuhr und einen Kronleuchter.
Das 18 × 12 × 9 Meter große Kirchenschiff wurde 1914 innen renoviert. 1917 wurde die große Glocke für Kriegszwecke eingeschmolzen. 1925 erfolgte die Elektroinstallation.